# Франсіско Меса
Франсіско Меса (ісп. Francisco Meza, нар. 29 серпня 1991, Барранкілья) — колумбійський футболіст, захисник мексиканського клубу «УАНЛ Тигрес».

## Ігрова кар'єра
Народився 29 серпня 1991 року в місті Барранкілья. Вихованець футбольної школи клубу «Санта-Фе». 21 квітня 2011 року в матчі проти «Атлетіко Хуніора» він дебютував у чемпіонаті Колумбії. 27 лютого 2012 року в поєдинку проти «Депортес Кіндіо» він забив свій перший гол за «Санта-Фе». У тому ж році він допоміг команді стати чемпіоном Колумбії, а через два роки повторив досягнення.
У 2015 році став переможцем Суперліги Колумбії, в якому зустрічаються чемпіони Апертури і Фіналісасьйону попереднього сезону. Завдяки цій перемозі «Санта-Фе» отримав путівку в розіграш Південноамериканського кубка 2015. У цьому турнірі Франсіско провів всі 12 матчів своєї команди і відзначився забитим м'ячем у ворота аргентинського «Індепендьєнте». Меса без замін провів обидва фінальні матчі проти «Уракана», за результатами яких «Санта-Фе» завоював трофей завдяки перемозі в серії пенальті. Всього у рідному клубі Меса провів п'ять сезонів, взявши участь у 172 матчах чемпіонату.
На початку 2016 року Меса перейшов в мексиканський «УАНЛ Тигрес» і відразу ж був відданий в оренду в «УНАМ Пумас». 21 лютого в матчі проти клубу «Сантос Лагуна» він дебютував у мексиканській Прімері. Після закінчення оренди Франсіско приєднався до «тигрів». 18 лютого 2017 року в матчі проти «Веракруса» він дебютував за основний склад. 9 квітня в поєдинку проти «Некакси» Меса забив свій перший гол за «УАНЛ Тигрес». того ж року Франсіско допоміг клубу виграти чемпіонат, повторивши це досягнення і наступного року.
2019 року Меса утретє став чемпіоном Мексики, а наступного виграв і Лігу чемпіонів КОНКАКАФ. Це дозволило футболісту з командою поїхати на клубний чемпіонат світу в Катарі, де Франсіско зіграв у двох матчах і став з мексиканцями віце-чемпіоном світу. Станом на 12 лютого 2021 року відіграв за монтеррейську команду 68 матчів в національному чемпіонаті.

## Титули і досягнення
- Чемпіон Колумбії (2):

«Санта-Фе»: Апертура 2012, Фіналісасьйон 2014
- Переможець Суперліги Колумбії (2):

«Санта-Фе»: 2013, 2015
- Чемпіон Мексики (3):

«УАНЛ Тигрес»: Апертура 2016, Апертура 2017, Клаусура 2019
- Володар Суперкубка Мексики (3):

«УАНЛ Тигрес»: 2016, 2017, 2018
- Переможець Ліги чемпіонів КОНКАКАФ (1):

«УАНЛ Тигрес»: 2020
- Володар Південноамериканського кубка (1):

«Санта-Фе»: 2015